# Jerrishoe
Jerrishoe (en danois: Jerrishøj) est une municipalité allemande située dans le land du Schleswig-Holstein et dans l'arrondissement de Schleswig-Flensbourg. En 2015, sa population est de 945 habitants.